# Linia kolejowa nr 259 (D29-1971)
Linia kolejowa nr 259 rozpoczynała swój bieg na stacji Otmuchów, natomiast jej koniec umiejscowiono na stacji Dziewiętlice, skąd istniało połączenie z czeską stacją Bernartice u Javornika na linii Lipová-lázně – Javornik. Była to linia jednotorowa, o szerokości torów 1435 mm, niezelektryfikowana. Linia na całym odcinku była położona na terenie województwa opolskiego.
Obecnie linia jest nieczynna, a tory jej zostały rozebrane; pozostał tylko odcinek Otmuchów – Otmuchów Cukrownia, używany do transportu surowca i produktów przez miejscową cukrownię.

## Historia linii
- 1 listopada 1893 roku – otwarcie linii na odcinku Otmuchów – Dziewiętlice,
- 2 lipca 1896 roku – otwarcie odcinka Dziewiętlice – Bernartice i połączenie z linią Lipová-lázně – Javornik,
- 1 listopada 1945 roku – rozebranie odcinka Dziewiętlice – Bernartice,
- 1 stycznia 1961 roku – zamknięcie linii dla ruchu osobowego,
- 1 stycznia 1961 roku – zamknięcie odcinka Otmuchów Cukrownia – Dziewiętlice dla ruchu towarowego,
- 1 stycznia 1977 roku – decyzja o likwidacji linii i rozbiórka linii na odcinku Otmuchów Cukrownia – Dziewiętlice